# Аїрна олія
Аїрна олія — в'язка рідина від темно-жовтого до коричневого кольору зі своєрідним камфорним запахом і гіркуватим пекучим смаком. Аїрна олія міститься в корені аїру, що росте в ряді регіонів України, Росії, Білорусі, Прибалтики, Казахстану та деяких країн Західної Європи, в Північній Америці, Японії, Індії.

## Склад олії
До складу олії входять α-і β-пінени, камфен, каріофіллен, гумулен, β-елемен, каламен, δ-кадінен, калакорен, α-іланген, n-цимол, евгенол, метилевгенол, цинеол, α-терпінеол, 1-терпінен-4-ол, ліналоол, каламенол, калакон, каламон, β-азарон, акоренон, масляна і пальмітинова кислоти та інші компоненти. В індійській аїрній олії (з поліплоїдні форми аїру) міститься до 96% β-азарону.

## Фізичні властивості
Густина d20
20 0,946-0,974;
Показник заломлення n20
D 1,498-1,529;
Питоме обертання для жовтої лінії натрію (589 нм) [α]20
D від +8°5’ до +28°9’;
Кислотне число 0,9-5,5;
Ефірне число до 26;
Розчинність в етанолі (1:0,2÷0,5 — в 90%-м етанолі); не розчиняється у воді.
Розчиняється також у бензилбензоаті, діетілфталаті, в рослинних оліях і мінеральних маслах; в пропіленгліколі і гліцерині розчиняється з опалесценцією. Легко окислюється на світлі й у повітрі, стійкий в присутності слабких лугів, органічних та неорганічних кислот.

## Отримання
Отримують з роздроблених свіжих або сухих кореневищ аїру шляхом відгонки з парою; вихід олії (залежно від місця зростання аїру) коливається від 1,5 до 2,5%. Основні виробники аїрної олії — Росія і Франція.

## Застосування
Застосовують її в лікеро-горілчаному та тютюновому виробництві, як компонент ароматів для мила і косметичних виробів.